# Friedrich Wilhelm Zachow
Friedrich Wilhelm Zachow o Zachau (Leipzig, 14 de noviembre de 1663 - Halle, 7 de agosto de 1712) fue un músico y compositor alemán de música vocal y de teclado.

## Biografía
Zachow probablemente recibió su formación de su padre, el gaitero Heinrich Zachow, uno de los músicos de Leipzig del Stadtpfeifer, y quizás de Johann Schelle, un destacado compositor alemán, cuando la familia se trasladó a Eilenburg. Sucedió a Samuel Ebart como kantor y organista de la Marktkirche de Halle en 1684. Durante su estancia en Halle, fue reconocido como un renombrado compositor de cantatas dramáticas. En 1695, recibió críticas de los pietistas debido a su música excesivamente larga y elaborada, que sólo podría ser apreciada por los kantores y organistas. Zachow fue influido por Johann Theile en Merseburg y la poesía de Erdmann Neumeister, pastor en el cercano Weissenfels, y su crítica al pietismo.
Zachow fue el profesor de Gottfried Kirchhoff, Johann Philipp Krieger y Johann Gotthilf Ziegler, pero es más recordado por ser el primer profesor de música de Georg Friedrich Händel. Enseñó a éste a tocar el violín, órgano, clave y oboe así como la técnica del contrapunto. La enseñanza de Zachow fue tan eficaz que, en 1702 a los 17 años de edad, Händel aceptó un puesto como organista en la antigua catedral de Halle. Se dice que después de que Zachow muriera en 1712, Händel se convirtió en benefactor de su viuda e hijos, en agradecimiento por su instrucción. En 1713, invitaron a Johann Sebastian Bach como sucesor de Zachow.

## Legado
Händel continuó utilizando las composiciones de Zachow en sus propias obras, no sencillamente citando, sino que también en términos de color instrumental; por ejemplo la cantata Herr, wenn ich nur dich habe, la cual es único al tener un solo de arpa en el repertorio de cantatas en alemán, fue copiado por Händel, llevado a Londres, y pudo haber influido en la instrumentación de sus oratorios Saul y Esther.

## Obra
- Misa: Missa super chorale Christ lag in Todesbanden (1701)
- Se conservan aproximadamente 24 cantatas:

Chorus ille coelitum (1698)
Confitebor tibi Domine (1701)
Danksaget dem Vater (1702)
- Obras para teclado: Toccata C-Dur, Präludium C-Dur, Präludium F-Dur, Fuge C-Dur, dos Fugues G-Dur, Fantasia D-Dur, Capriccio d-Moll, Suite h-Moll, varias obras corales con órgano
- Trio F-Dur für Flauto traverso, Fagott und Basso continuo